# Tiền Gorlos
Huyện tự trị dân tộc Mông Cổ Tiền Gorlos, còn được gọi là Tiền Quách Nhĩ La Tư (chữ Hán giản thể: 前郭尔罗斯蒙古族自治县) là một huyện tự trị thuộc địa cấp thị Tùng Nguyên, tỉnh Cát Lâm, Trung Quốc. Huyện này được thành lập năm 1956, có diện tích 5117 km², dân số năm 2020 là 407.385 người. Mã số bưu chính là 131100, mã vùng là 0438. Chính quyền huyện đóng tại trấn Tiền Quách. Về mặt hành chính, huyện này được chia thành 3 nhai đạo, 9 trấn và 13 hương.